# Dreetzsee
Dreetzsee is een meer in het Feldberger Seenlandschaft in de Duitse deelstaat Mecklenburg-Voor-Pommeren. De oostelijke oever ligt in de deelstaat Brandenburg.
De watertoevoer komt hoofdzakelijk van de noordelijk gelegen Carwitzer See waarmee het meer mee verbonden is. De waterafvoer gebeurt ondergronds in het zuiden naar het 9,8 meter lager gelegen Krüselinsee
Het meer is een onderdeel van het Natuurpark Feldberger Seenlandschaft en heeft net als de Carwitzer See voedselarm water waardoor het heel helder is.